# Discodes chubsukulensis
Discodes chubsukulensis är en stekelart som beskrevs av Hoffer 1970. Discodes chubsukulensis ingår i släktet Discodes och familjen sköldlussteklar.
Artens utbredningsområde är Mongoliet. Inga underarter finns listade i Catalogue of Life.